# محوطه چیا گایانه
محوطه چیا گایانه مربوط به دوره ساسانی است و در بخش مرکزی شهرستان شیروان و چرداول، دهستان شباب، روستای نورآباد واقع شده و این اثر در تاریخ ۳۰ دی ۱۳۸۵ با شمارهٔ ثبت ۱۶۹۰۱ به‌عنوان یکی از آثار ملی ایران به ثبت رسیده است.